# Psammetik II.
Psammetik II. (Psammetichus, Psammeticus, Πσαμμουθίς), faraon Seitské 26. dynastie, vládl v letech 595–589 př. n. l.Jeho trůnní jméno Nefer-ib-ra lze překládat „Krásné je srdce (boha) Re.“ Byl následníkem otce Necho II.

## Historický rámec

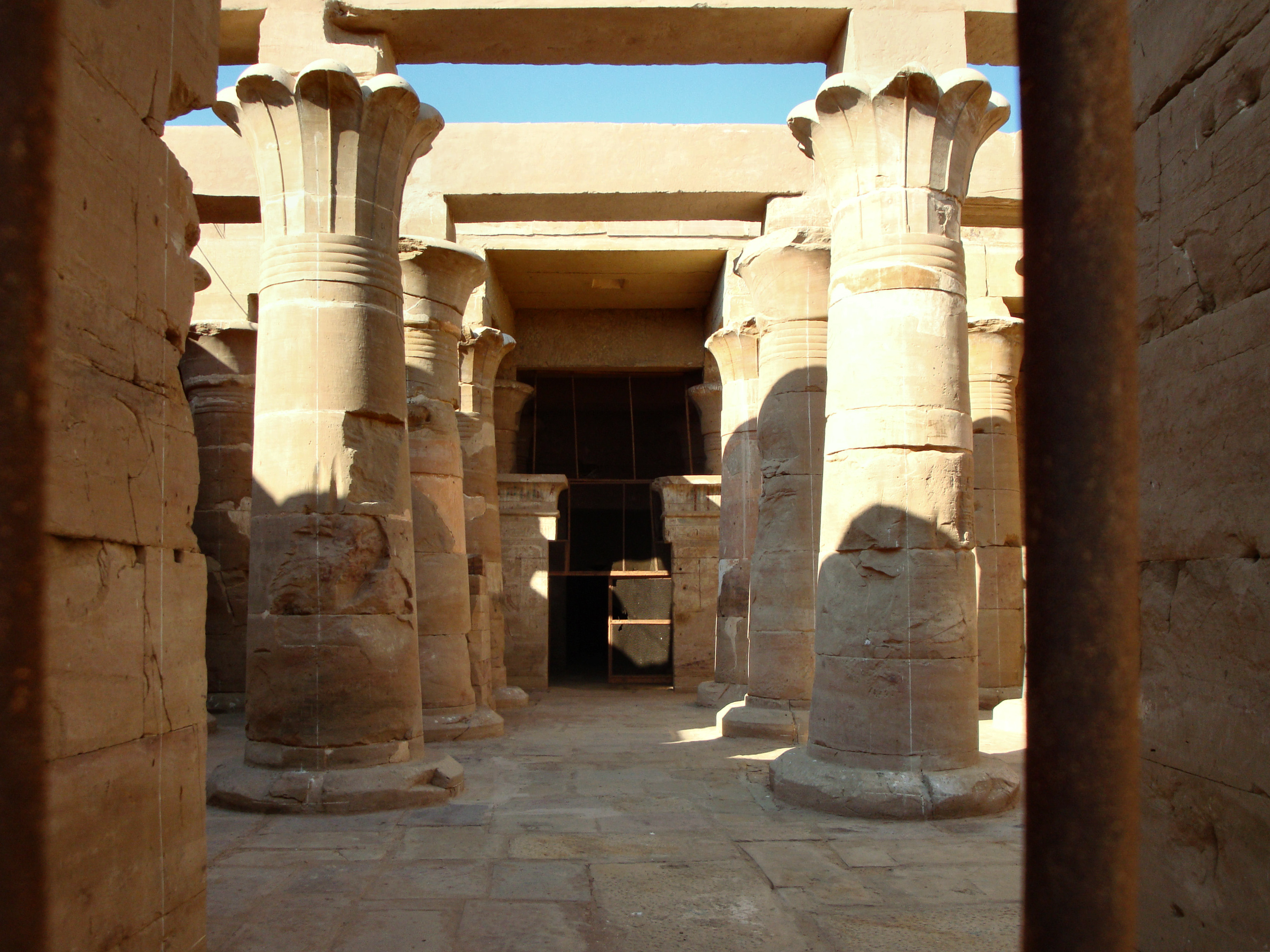
Chrám Hibis založený Psemmetikem II. v oáze Charga, s pozdější výzdobou z 27. dynastie Dareios I.

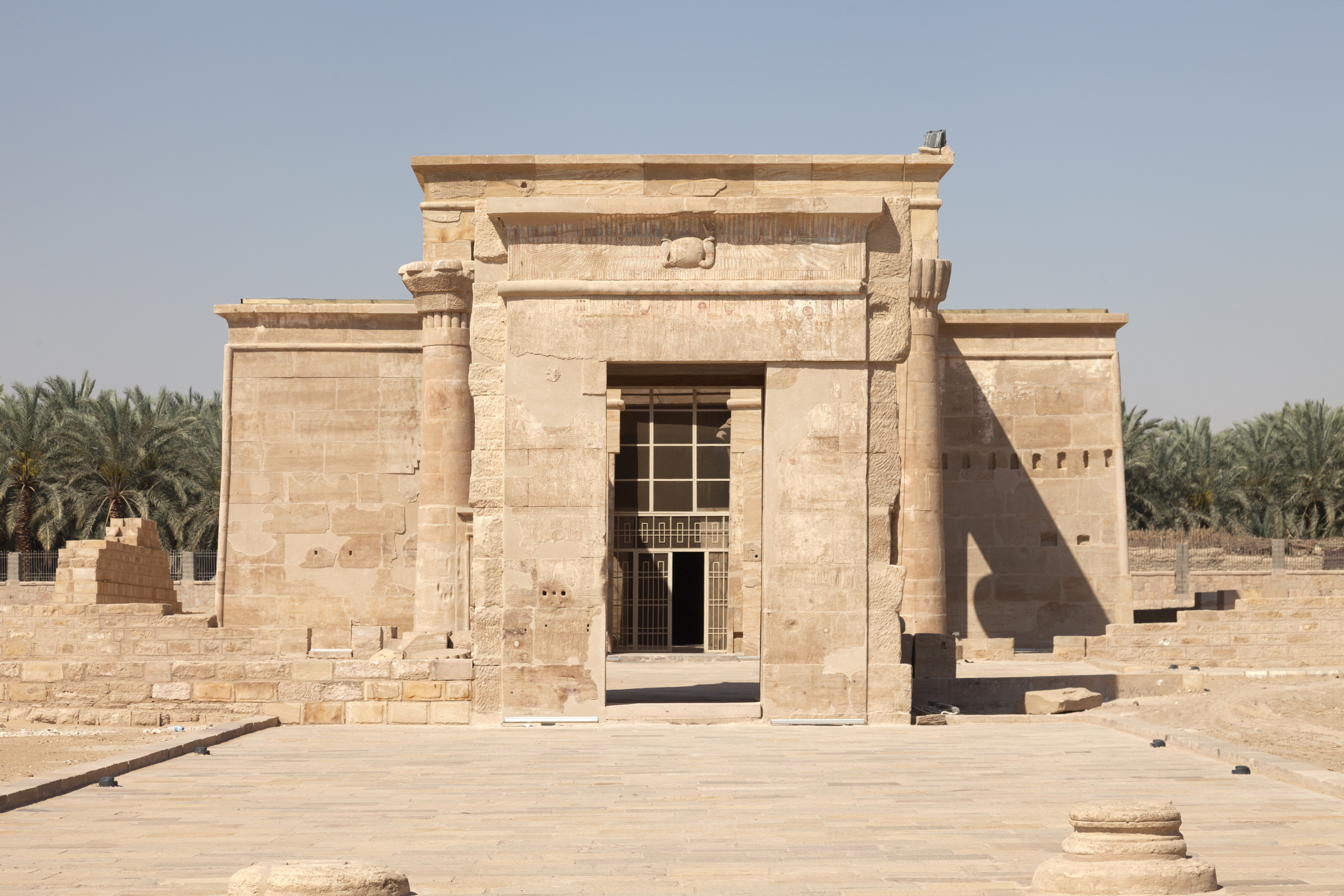
Chrám Habis, vnitřní chodba, východní strana

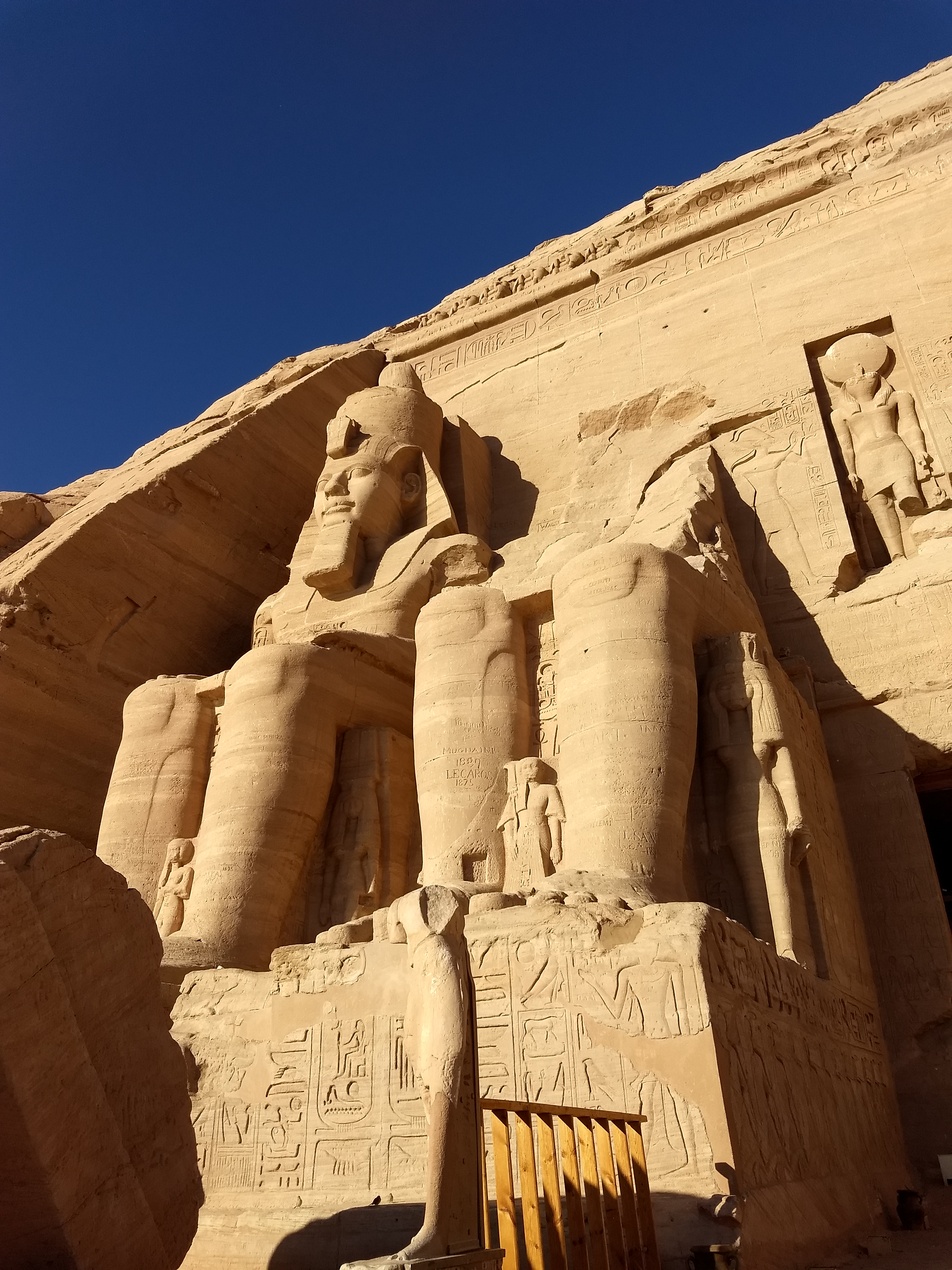
Graffity „Psammetikus“ na kolosu Ramesse II. v Abu Simbel

Psametik II. zdědil po otci Nekovi II. relativně zkonsolidovaný Egypt s mocenskými cíli až v Mezopotamii, nicméně se v pozdějším období také střetával se vzrůstajícími konflikty mezi Asýrii a Babylonu (Cheldea), přičemž se rozhodl podpořit Asyřany aby omezil expanzi Bybylonu a ohrožení obchodní cesty přes Eufrat. Jejich společné vojenské tažení však skončilo porážkou u Karchemiš 605 př. n. l. Posléze byli Egypťané ze Sýrie trvale vytlačeni.
Následník Psametik II. pak obrátil svůj zájem na jih k Nubii. V roce 592 př. n. l. podnikl vojenskou výpravu k Třetímu kataraktu, dosáhl až Abu Simbel a na kolosální soše Remsese II.  zanechal svoje jméno. V Egyptě nechal odstranit všechny památky po panovnících 25. nubijské dynastii, jejich jména z památek odtesal (Damnatio memoriae).
Obsazené území v Nubii opustil, své vojenské jednotky stáhl zpět na sever a konečně u Prvního kataraktu, u ostrova Elefantina, vyznačil egyptskou hranici svými znaky. Psammetik vládl šest roků, Breasted uvádí datum úmrtí „ze sedmého roku uplynulo jen 27 dní když faraon zemřel“

## Monumenty
I když vládl jen krátce, zůstalo po něm několik význačných památek:
- Chrám u vesnice El-Mahalla El-Kubra [p 2]
- 21,8 m vysoký obelisk byl vztyčen v Heliopolis (nyní se nachází v Římě. obelisk – Montecitorio)
- Založil chrám Habis v oáze Charga pro božskou triádu bohů Amona, Mut a Osirise.

## Amonova kněžka Ankhnesneferibre
V egyptském náboženském kultu boha Amona, zejména v Třetí přechodné době od 23. dynastie Amonovy kněžky („Divine Adoratrice of Amun“), které získaly značné náboženské politicko-ekonomické pravomoci, a vlastně byly reprezentantkami Amonova kultu dominujícího v Thébách. Byly také zárukou udržení dynastické posloupnosti při následnictví faraonů. Bylo pravidlem, že Vrchní Amonova kněžka byla dcerou vládnoucího faraona. Psammetik II. do této pozice ustanovil svoji dceru Anchbesneferbire, (     ) (595~560 př. n. l.) Její oficiální titulatura byla:
|                      |     |     |     |     |          |
| \| \| \| \| \| \| \| |     |     |     |     |          |
|                      |     |     |     |     |          |
| t                    | G14 | N36 | S38 | F35 | t · Z2ss |

| t | G14 | N36 | S38 | F35 | t · Z2ss |

|                   |       |    |     |     |
| \| \| \| \| \| \| |       |    |     |     |
|                   |       |    |     |     |
| S34               | n · s | N5 | F35 | F34 |

| S34 | n · s | N5 | F35 | F34 |

|                      |     |     |     |     |          |
| \| \| \| \| \| \| \| |     |     |     |     |          |
|                      |     |     |     |     |          |
| t                    | G14 | N36 | S38 | F35 | t · Z2ss |

| t | G14 | N36 | S38 | F35 | t · Z2ss |

|                   |       |    |     |     |
| \| \| \| \| \| \| |       |    |     |     |
|                   |       |    |     |     |
| S34               | n · s | N5 | F35 | F34 |

| S34 | n · s | N5 | F35 | F34 |

|                |     |     |           |
| \| \| \| \| \| |     |     |           |
|                |     |     |           |
| Q3             | S29 | G17 | V13 · V31 |

| Q3 | S29 | G17 | V13 · V31 |

|                |     |     |           |
| \| \| \| \| \| |     |     |           |
|                |     |     |           |
| Q3             | S29 | G17 | V13 · V31 |

| Q3 | S29 | G17 | V13 · V31 |

Adopce Amonovy kněžky byla politickým nástrojem, který měl být faraónem uskutečnit bez prodlení po nástupu na trůn, takže adopce jeho dcery v Thébách se odehrála v prvních dvou měsících jeho vlády. O inauguraci Ankhnesneferibra do funkce nejvyšší kněžky Amona také vypovídá stéla „zbožnění“, jejíž překlad publikoval Breasted. V prvním řádku stély je text:
| „ | Rok 1, třetí měsíc třetí sezóny, den 29. pod majestátem Hora Menekhib (mnx-ib), Oblíbená ze dvou bohyní, Mocná paže, Zlatého Hora, Ozdoba dvou zemí, Králem Horního a Dolního Egypta Neferibre syna Rea Psamtik(kem) II daný život. Toho dne králova dcera Anekhnesneferibre dorazila do Théb. | “ |

Institut božích kněžek Amona, v případě Anchbesneferbire i funkce nejvyššího kněze Amona v Thébách, se u následníků Psammetika II. vyčerpal a s nástupem perské 27. dynastie zanikl.

## Fotogalerie

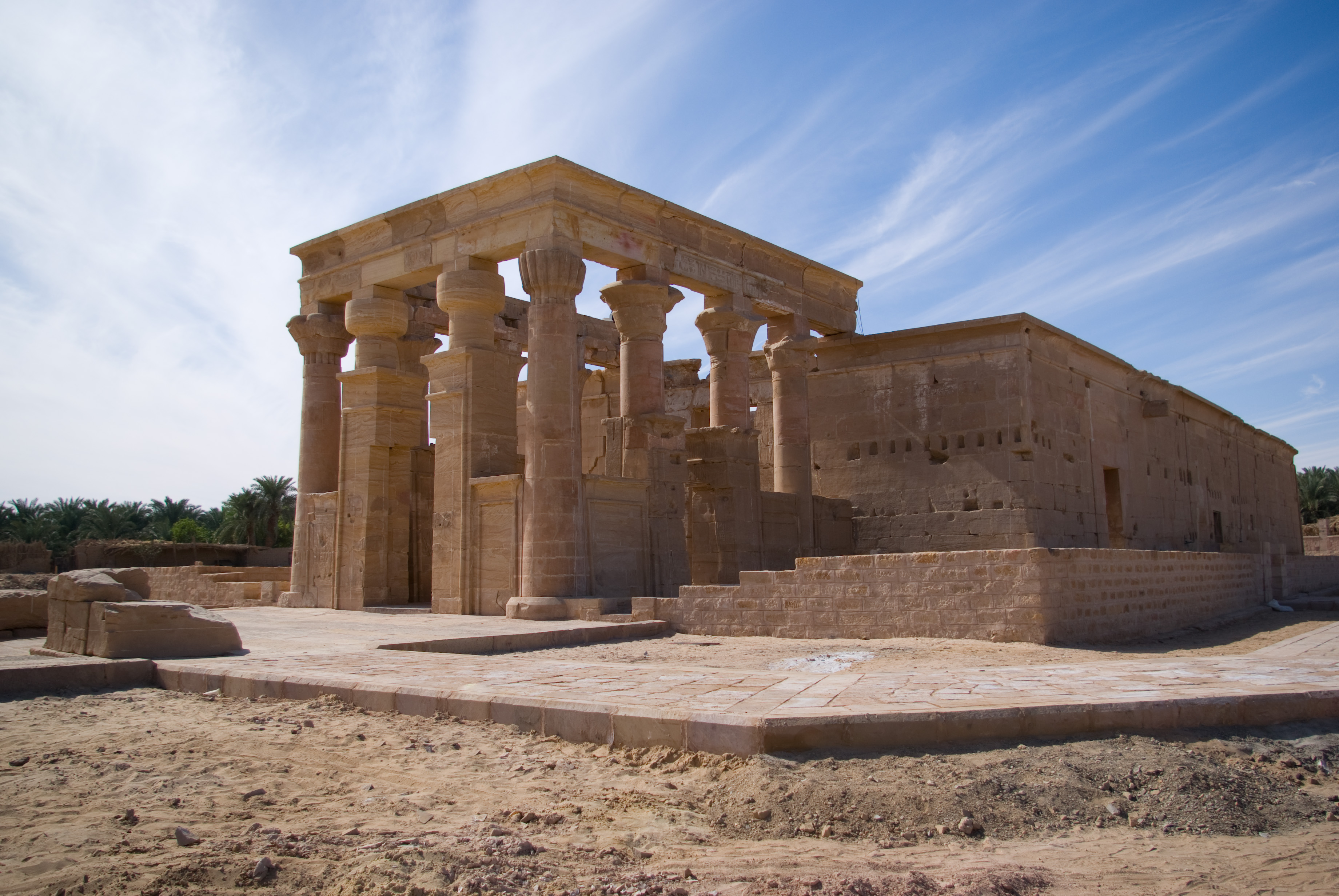
Chrám Habis v oáze Charga
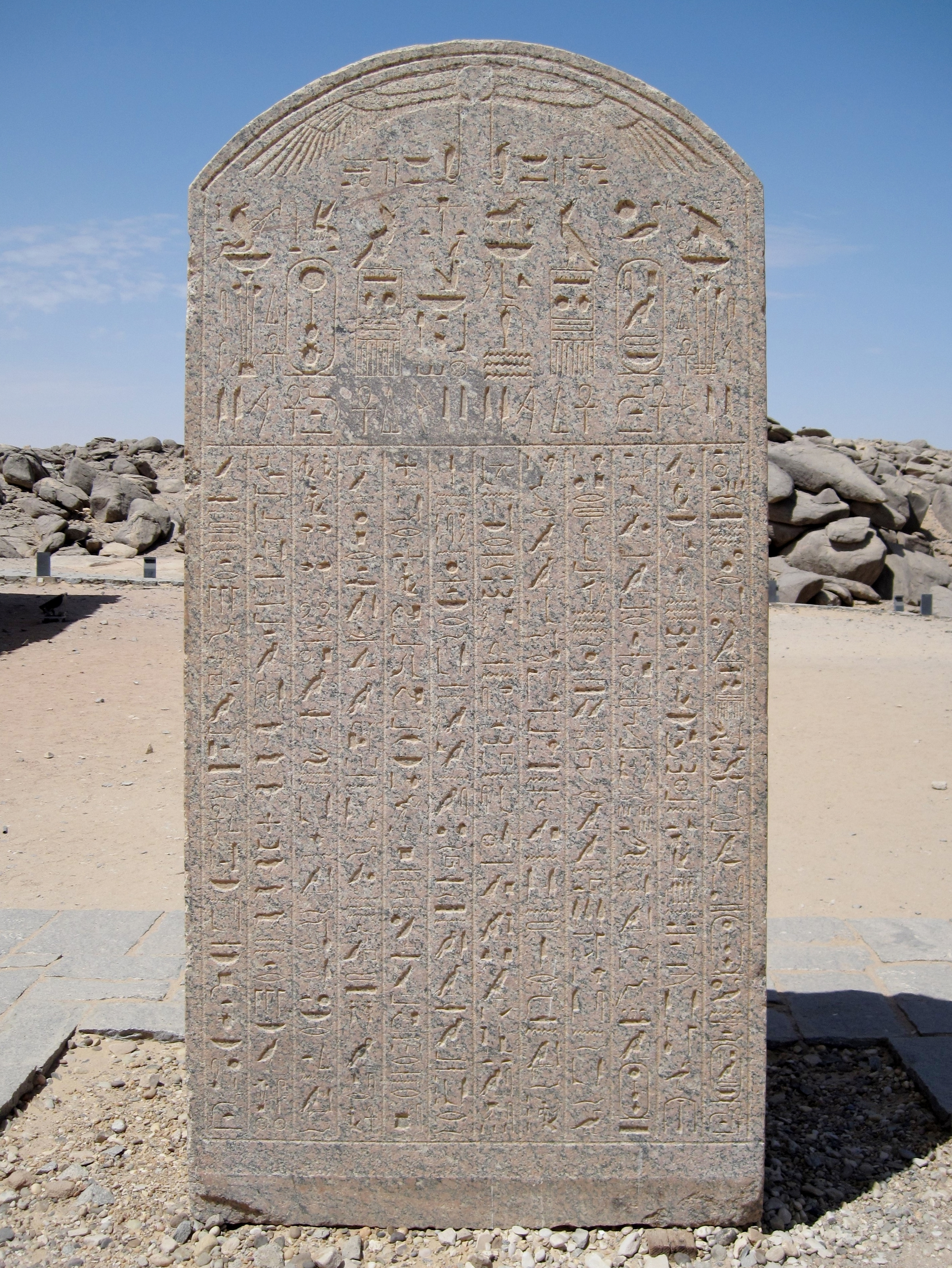
Stéla Psammetik II. na ostrově u chrámu Mandulis v (jezeře) přehradě
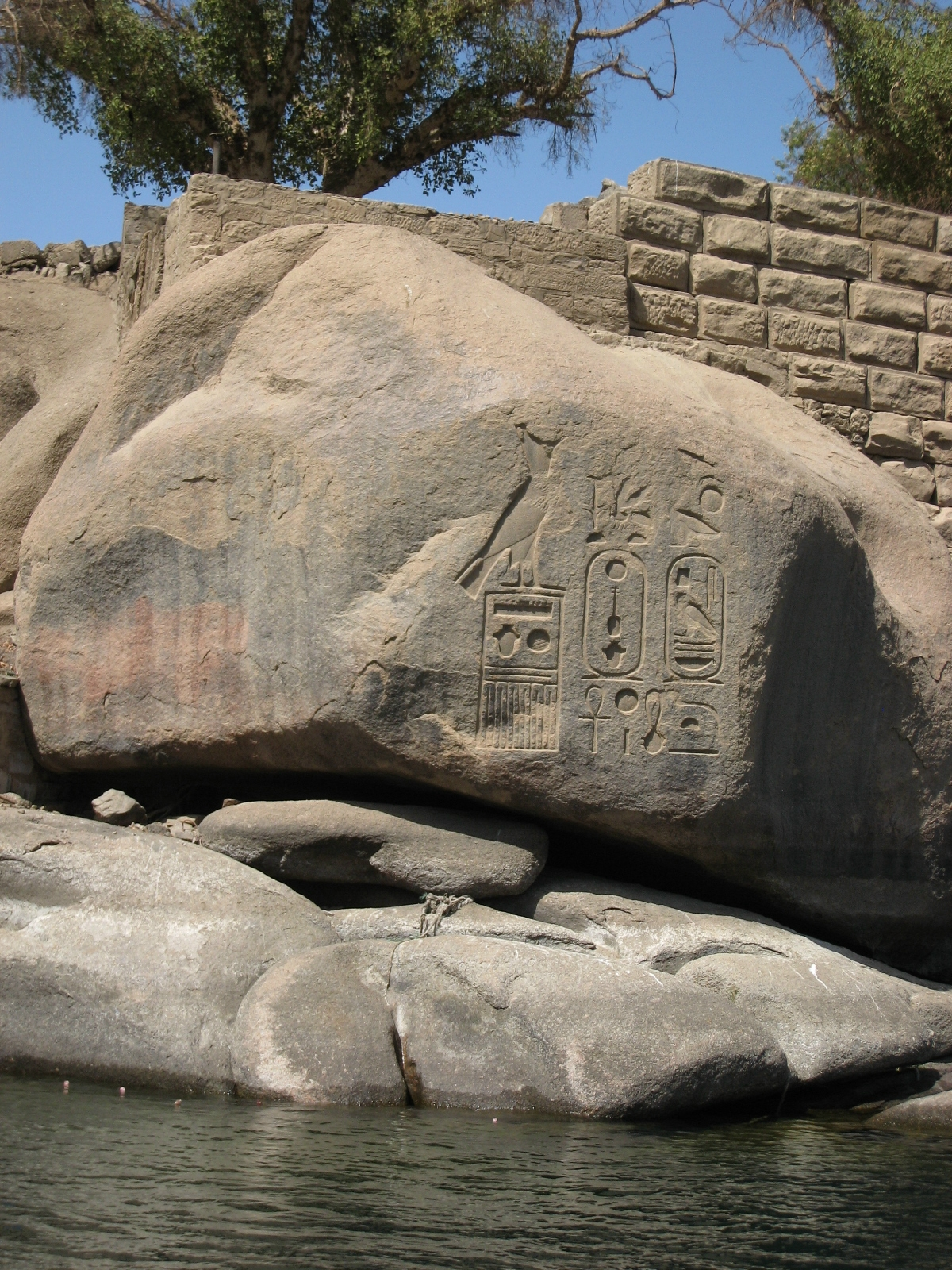
Kartuše Psametika II. u ostrova Elefantina
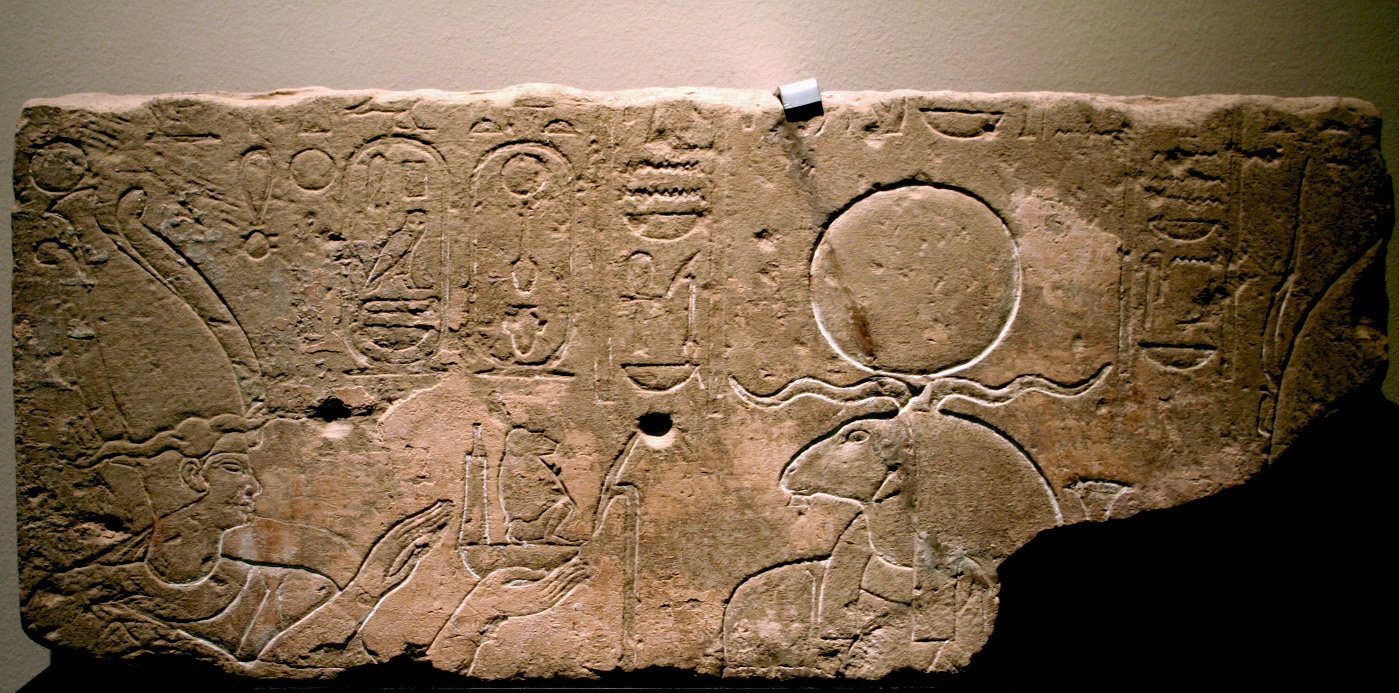
Psamemetik II. nabízí oběti bohu Chnumovi
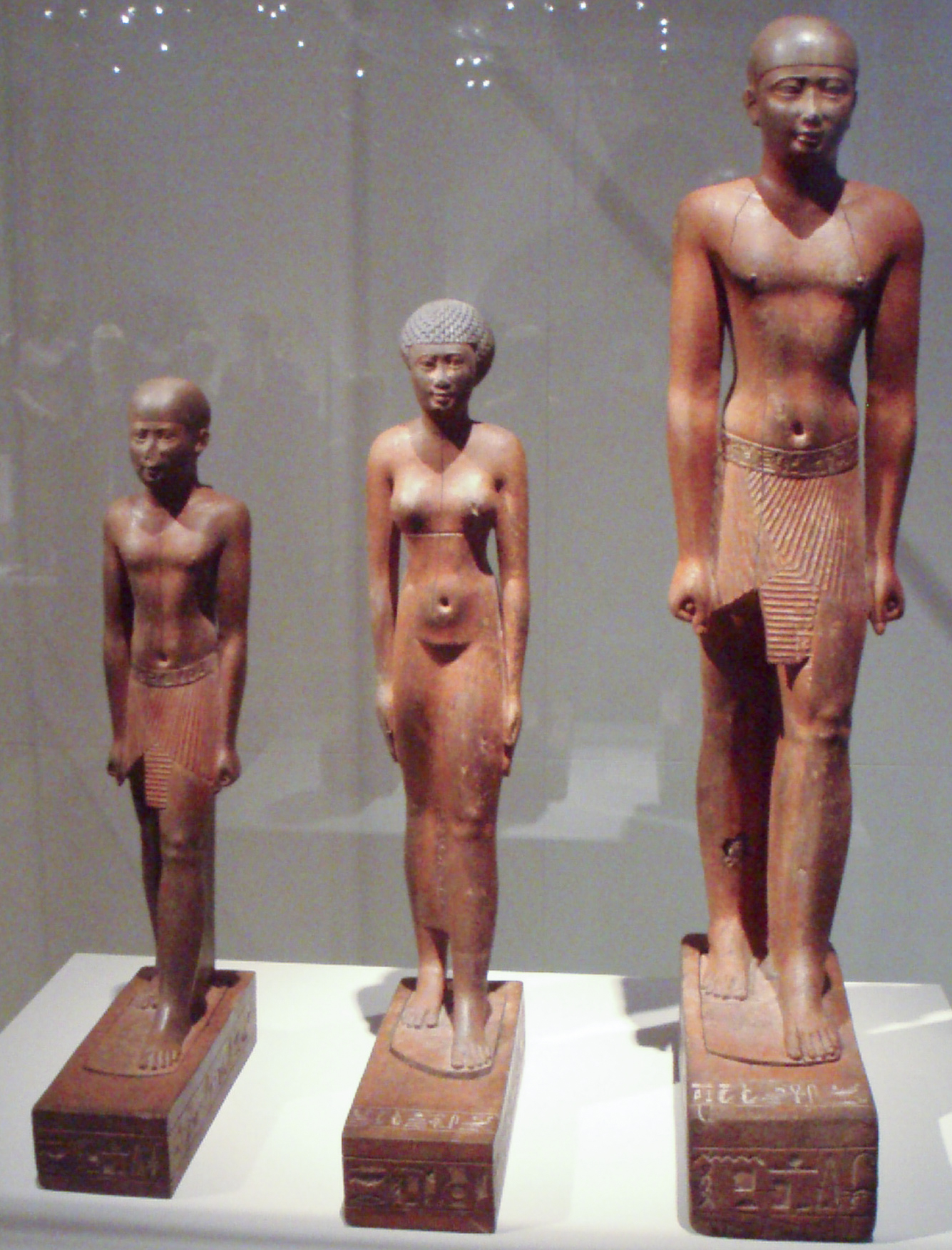
Sousoší Psammetrik, jeho manželky a syna; pozdní období, 26. dynastie
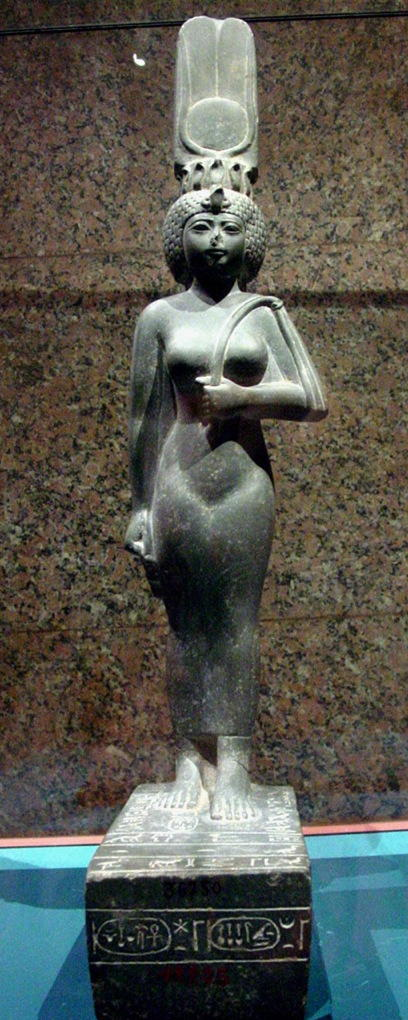
Socha poslední egyptské Boží manželky (Vrchní kněžky) Amona v Thébách, Ankhenesneferibre